# Sanna Solberg-Isaksen
Pour les articles homonymes, voir Solberg.

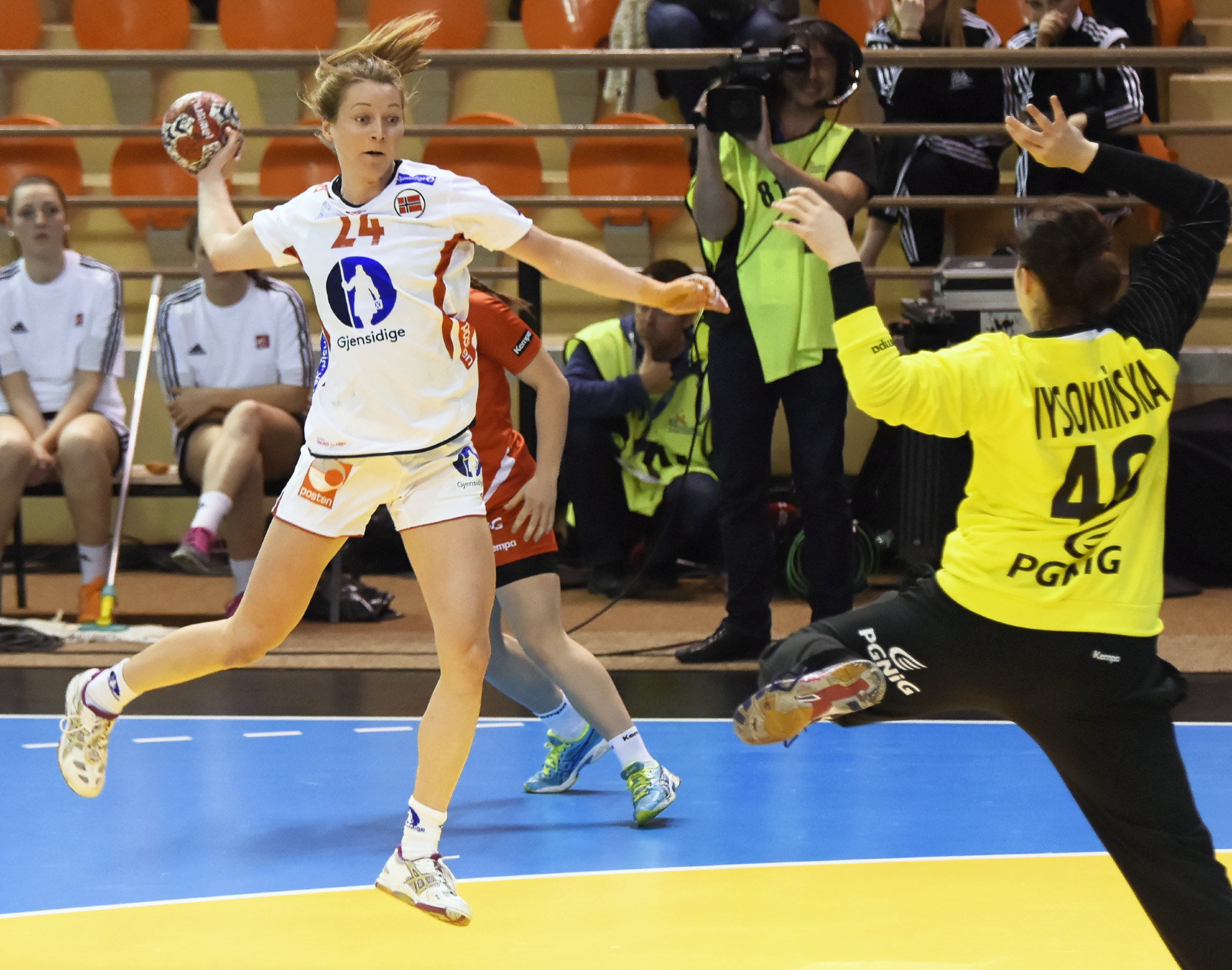
Sanna Solberg au tir face à la Pologne, le 19 mars 2015.

Sanna Solberg-Isaksen, née le 16 juin 1990 à Bærum, est une handballeuse internationale norvégienne qui évolue au poste d'ailière gauche.
Avec l'équipe nationale norvégienne, elle est notamment championne olympique, double championne du monde et triple championne d'Europe.
Elle est la sœur jumelle de Silje Solberg-Østhassel, également handballeuse internationale.

## Carrière

### En club
À l'été 2014, elle quitte Stabæk Håndball pour rejoindre Larvik HK.

### En sélection
En 2010, au niveau junior, elle remporte avec la Norvège le championnat du monde junior féminin de handball où elle fait partie de l'équipe-type du tournoi.
Elle connaît sa première sélection avec l'équipe senior de Norvège, face à la Roumanie en mai 2010.
En 2014, elle remporte le championnat d'Europe 2014 avec la Norvège en battant l'Espagne en finale. Elle inscrit 12 buts durant la compétition.
En 2015, elle remporte le championnat du monde au Danemark en battant les Pays-Bas en finale.

## Palmarès

### En sélection
Jeux olympiques
- médaillée de bronze aux Jeux olympiques en 2016 à Rio de Janeiro
- Médaille de bronze aux Jeux olympiques en 2021 à Tokyo
- Médaille d'or aux Jeux olympiques en 2024 à Paris

Championnats du monde
- 5e place du championnat du monde 2013
- vainqueur du championnat du monde 2015
- finaliste du Championnat du monde 2017
- 4e place du championnat du monde 2019
- vainqueur du championnat du monde 2021
- finaliste du Championnat du monde 2023

Championnats d'Europe
- vainqueur du championnat d'Europe 2014
- vainqueur du championnat d'Europe 2016
- 5e place du championnat d'Europe 2018
- vainqueur du championnat d'Europe 2020
- vainqueur du championnat d'Europe 2024

autres
- vainqueur du championnat du monde junior en 2010
- vainqueur du championnat d'Europe junior en 2009[6]

### Club
Compétitions internationales
- Ligue des champions (C1)
  - Quatrième (2) : 2022 et 2023
- Ligue européenne (C3)
  - Finaliste (1) : 2019

Compétitions nationales
- Championnat du Danemark
  - Vainqueur (3) : 2019, 2020, 2023, 2024
  - Finaliste (1) : 2022
- Coupe du Danemark
  - Vainqueur (3) : 2018, 2022, 2023, 2024
- Championnat de Norvège
  - Vainqueur (3) : 2015, 2016 et 2017
  - Finaliste (2) en 2011, 2012
- Coupe de Norvège
  - Vainqueur (2) : 2015, 2016

### Récompenses individuelles
- élue meilleure ailière gauche du championnat du monde junior 2010
- élue meilleure ailière gauche du championnat du Danemark en 2017/2018
- élue meilleure ailière gauche de la Ligue des champions en 2020 2022